# 克里斯·德鲁里
克里斯·德鲁里（英語：Chris Drury，1976年8月20日—），美国男子冰球运动员。他曾代表美国国家队参加2002年、2006年和2010年冬季奥林匹克运动会冰球比赛，共获得二枚银牌。